# Лева река
Вижте пояснителната страница за други значения на Лева река.
Лѐва река̀ е село в Западна България. То се намира в община Трън, област Перник.

## География
Село Лева река се намира в планински район – Трънско Краище.

## История
В стари записи селото фигурира със следните имена: Лева река в 1570 г.; Лйева Рйека, Ливе рака, Лйеве рике в 1576 г.; Лиева река в 1576 г.; Лѣва рѣка в 1878 г.

## Културни и природни забележителности
- Манастир „Свети 40 мъченици“ със стенописи от XVII век, паметник на културата. Те са проучени от архимандрит Павел Стефанов, който доказва, че зографите са българи от Костурско.

## Личности

### Родени
- народната певица Василка Андонова (1941 – 1998)
- поетът Иван Асенов Цветков (1946 – 1999)
- Радко Гюров Миланов (1913 – 1990)
- Боян Ставрев (р. 1958), български офицер, бригаден генерал
- Александър Величков Захариев (1931-1996), български учен генетик, ст. научен сътрудник I степен

## Изследвания
- Стефанов, П. Надписи към стенописите в Лева река. – Български език, 1989, № 1, 59-62.